# Fluoruro de aluminio
El fluoruro de aluminio  es un compuesto inorgánico, de fórmula  AlF3, utilizado principalmente en la producción de aluminio. Este sólido incoloro se puede preparar sintéticamente, pero también se encuentra en la naturaleza.

## Síntesis
La mayoría de fluoruro de aluminio se produce principalmente al tratar la alúmina con ácido hexafluorosilícico:
H2SiF6  +  Al2O3  →  2 AlF3  +  SiO2  +  H2O
Alternativamente, se produce por la descomposición térmica del hexafluoroaluminato de amonio. Para pequeñas preparaciones a escala de laboratorio, el AlF3 también se pueden preparar por tratamiento de hidróxido de aluminio o metal de aluminio con fluoruro de hidrógeno HF.
El trihidrato del fluoruro de aluminio se encuentra en la naturaleza como un raro mineral, la rosenbergita.

## Estructura

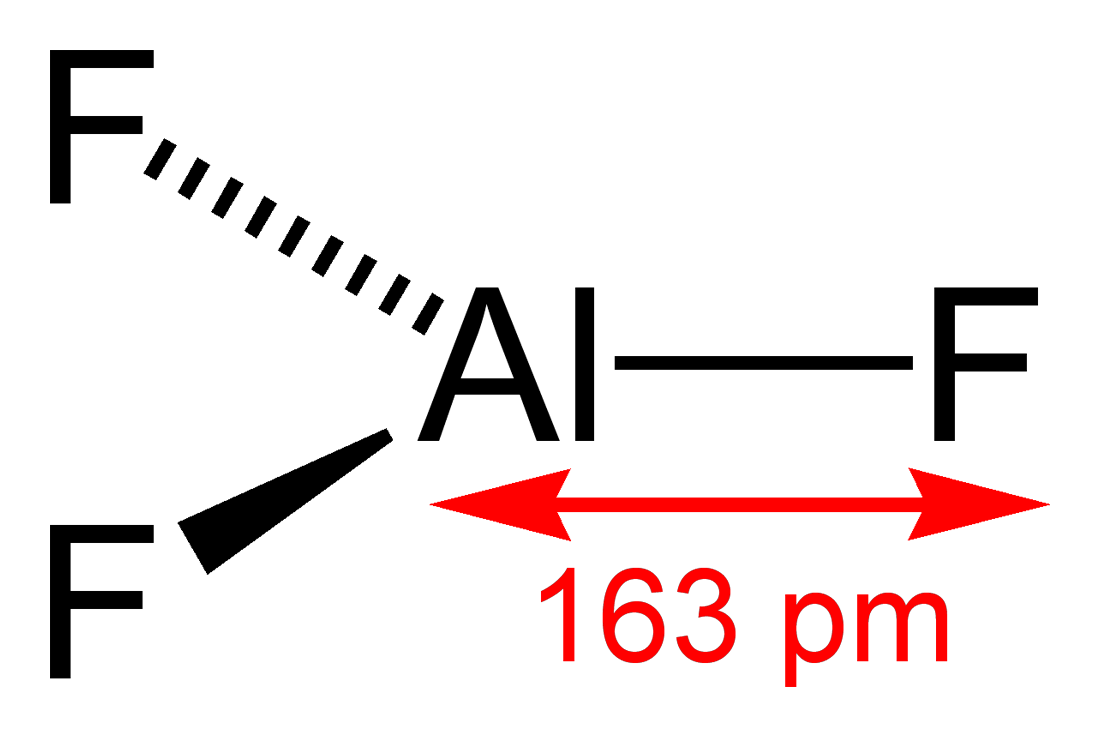
Fluoruro de aluminio en fase gaseosa a 1000 °C

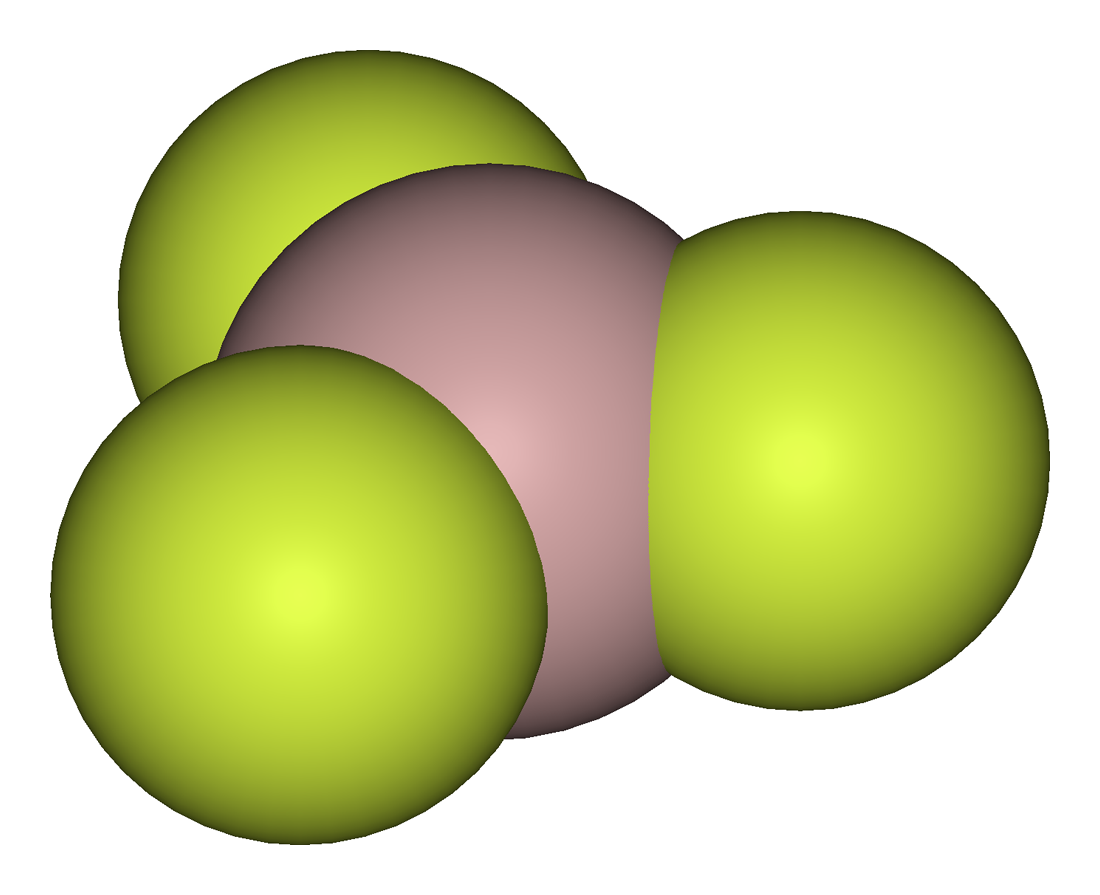
Trifluoruro de aluminio 3d.

Su estructura adopta el trióxido de renio motivo, con distorsionado AlF6 octaedros . Cada fluoruro está conectado a dos centros de Al. Debido a que es un polímero de 3-dimensional, AlF3 tiene un alto punto de fusión. En cambio, los otros trihaluros de aluminio: cloruro de aluminio (AlCl3), bromuro de aluminio (AlBr3) y ioduro de aluminio (AlI3), que son o bien polímeros moleculares o 1-dimensional, tienen bajos puntos de fusión y se evapora fácilmente para dar dímeros. En la fase gaseosa, a 1000 °C, el fluoruro de aluminio existe como moléculas trigonales con simetría D3h. Las longitudes de enlace Al-F de esta molécula gaseosa es 163 pm .

## Aplicaciones
El fluoruro de aluminio es un aditivo importante para la producción de aluminio por electrólisis. Junto con criolita, disminuye el punto de fusión por debajo de 1000 °C y aumenta la conductividad de la solución. En esta sal fundida, el óxido de aluminio se disuelve y, a continuación es electrolizada para obtener aluminio metálico.

### Otras
Junto con el fluoruro de circonio, el fluoruro de aluminio es un ingrediente para la producción de vidrios de fluoroaluminato.
También se utiliza para inhibir la fermentación.
Se trata de un blanco de pulverización para la preparación de películas de bajo índice.